# Andrea Bertolini
Andrea Bertolini (Sassuolo, 1º dicembre 1973) è un pilota automobilistico italiano, collaudatore della Ferrari e pilota della Maserati, nonché 3 volte campione del campionato FIA GT (nel 2006, nel 2008 e nel 2009) e campione del mondo FIA GT1 nel 2010, sempre al volante di una Maserati MC12 del team Vitaphone Racing. Nel 2011 ha corso nel campionato Superstars, al volante della Maserati Quattroporte dello Swiss Team, vincendolo. È il pilota italiano in attività ad aver vinto il numero più alto di titoli nel motorsport (dieci). Nel 2015 conquista il titolo di campione del mondo WEC nella classe LMGTE Am al volante della Ferrari 458, nella stessa stagione conquista anche la vittoria di categoria nella 24 ore di Le Mans. Nella stagione 2021 ha disputato il GT World Challenge Europe nella classe Pro-Am, chiudendo in terza posizione nella Sprint Cup e ottenendo il secondo posto nella 24 Ore di Spa-Francorchamps.

## Carriera
Bertolini ha iniziato a correre coi kart all'età di 11 anni: nella sua carriera kartistica otterrà un secondo posto al campionato italiano nella categoria mini-kart, ottenendo poi varie vittorie una volta passato nella classe 125 Championship (sempre in ambito nazionale), di cui sarà poi vicecampione italiano nel 2000.

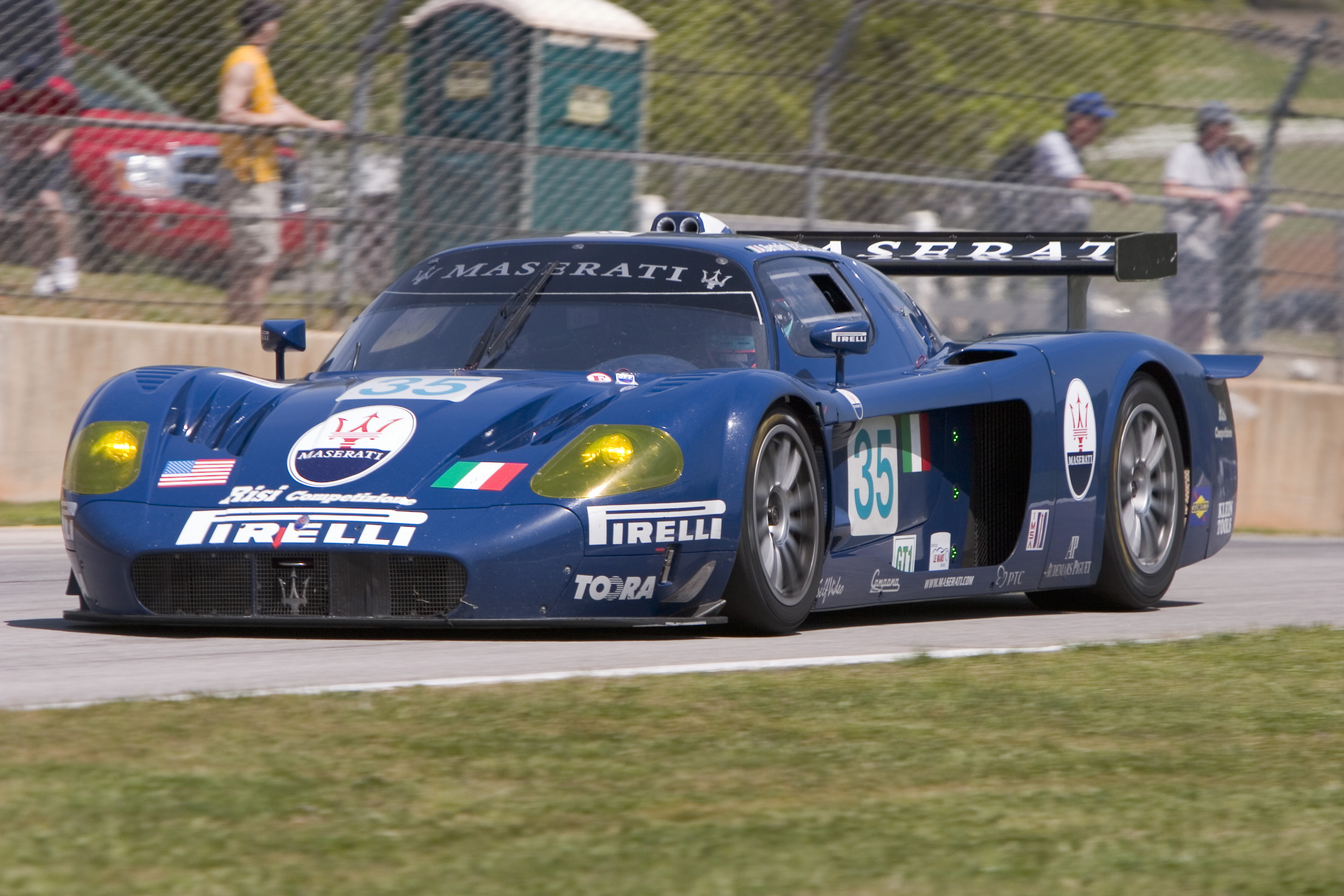
Andrea Bertolini al volante della Maserati MC12 a Road Atlanta in una gara dell'ALMS

In quegli stessi anni viene assunto dalla Ferrari, divenendo uno dei collaudatori delle vetture stradali prodotte dalla casa modenese. Nel 2001 intanto passa dal karting all'automobilismo, entrando subito nelle competizioni Gran Turismo: l'esordio è con la Porsche 996 GT3-R dell'Art Engineering nella classe N-GT del campionato FIA GT, col nulla osta della Ferrari che, alla luce dei risultati, decide di impiegarlo sulle proprie vetture anche nelle competizioni. Nel 2002 passa alla scuderia JMB Racing, guidandone le Ferrari 360 Modena (divise con Andrea Garbagnati prima e Christian Pescatori poi), sempre in classe N-GT, terminando il campionato al 4º posto di classe. Nel 2003 divide la sua 360 Modena della JMB con Fabrizio de Simone: i due conquisteranno varie vittorie di classe e a fine stagione saranno i vincitori del campionato per quanto riguarda la classe N-GT.
Nel 2004 Bertolini diviene uno dei collaudatori della Ferrari per quanto riguarda le vetture di Formula 1, nonché della Maserati, per cui in quell'anno curerà lo sviluppo della nuova vettura per la categoria maggiore dei campionati GT. La Maserati MC12, schierata dall'AF Corse, parteciperà alle ultime prove del campionato FIA GT di quell'anno: Bertolini, in squadra con Mika Salo, otterrà due vittorie (a Oschersleben e Zhuhai). Nel 2005 compete con la MC12 sia nel FIA GT (tornando con la scuderia JMB Racing e in equipaggio con Karl Wendlinger) concludendo il campionato al 4º posto, che nell'American Le Mans Series, sebbene con minore fortuna.

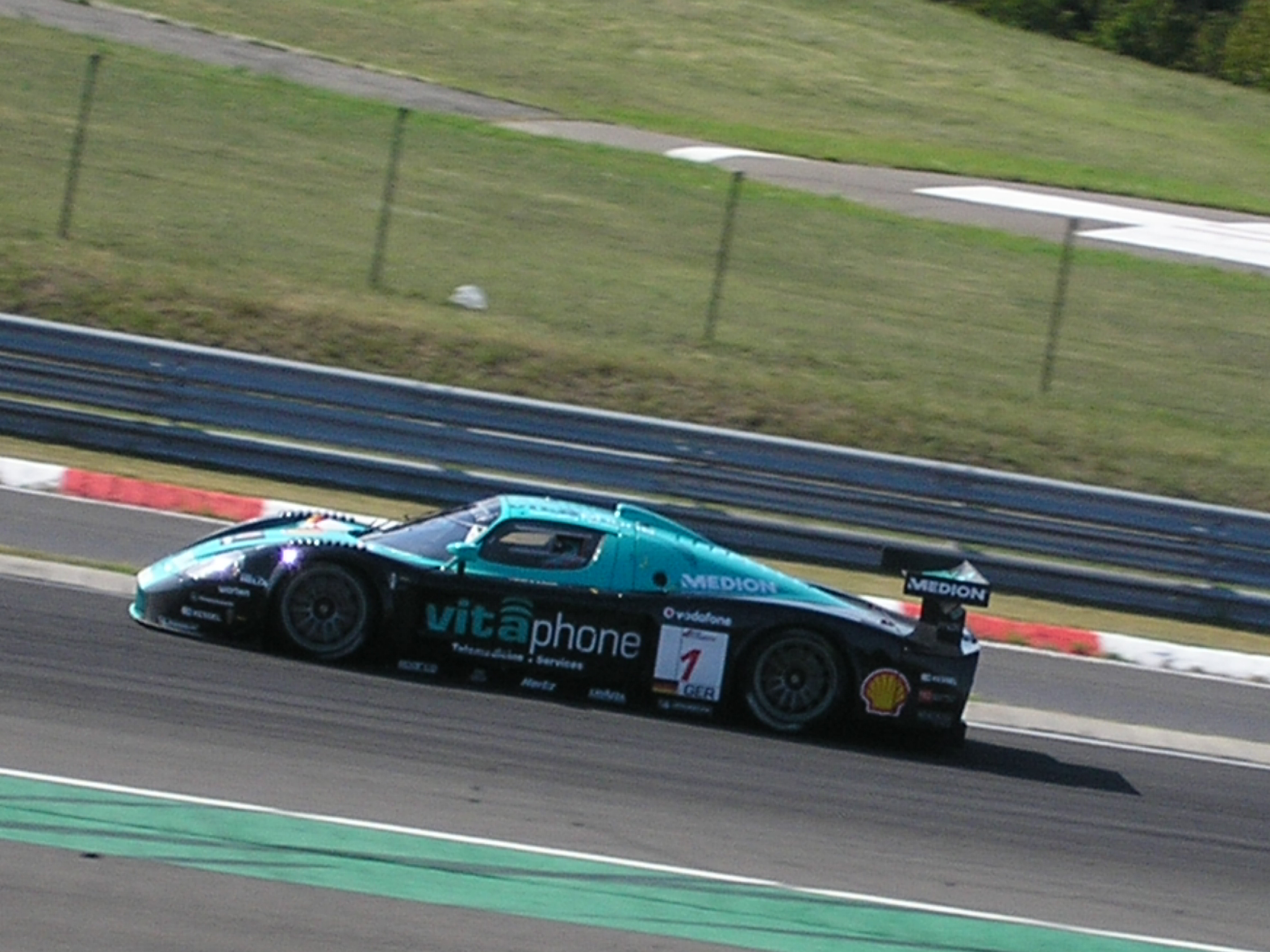
Bertolini sulla Maserati del team Vitaphone, con cui ha vinto 3 titoli FIA GT e un mondiale FIA GT1

Nel 2006 Bertolini passa al Vitaphone Racing, in equipaggio con Michael Bartels. Al volante della MC12 della squadra tedesca Bertolini ottiene il primo titolo assoluto nel FIA GT, vincendo inoltre la 24 ore di Spa. Il 2007 vede Bertolini passare alla scuderia italiana Playteam, dividendo il volante della MC12 con Andrea Piccini: i due otterranno un'unica vittoria assoluta nel FIA GT. A fine stagione Bertolini partecipa alla Petit Le Mans, portando la MC12 del Doran Racing al secondo posto di classe.
Tornato nel team Vitaphone Racing, insieme a Bartels, Bertolini monopolizza le ultime due edizioni del FIA GT, conquistando il campionato sia nel 2008 che nel 2009, ottenendo inoltre una seconda vittoria alla 24 ore di Spa nel 2008. Nell'ultimo anno in cui i regolamenti consentono alla MC12 di partecipare alle gare dell'ex FIA GT, divenuto nel 2010 l'attuale campionato mondiale FIA GT1, il duo Bertolini-Bartels conquista la prima edizione iridata della serie, sempre per il Vitaphone Racing. Con questa vittoria Bertolini diventa il settimo italiano ad aver conquistato un campionato mondiale sanzionato dalla FIA.
Nel 2011 Bertolini vince il campionato Superstars Series, guidando la Maserati Quattroporte dello Swiss Team, continuando a portare avanti parallelamente l'attività di collaudo per Ferrari e Maserati.
Nel 2015 Bertolini ha preso parte agli appuntamenti previsti nel calendario del FIA World Endurance Championship, gareggiando per i colori del team SMP Racing con la Ferrari 458.
Dopo questo successo, Bertolini prosegue il suo impegno nel Blancpain GT Series Europe con la Ferrari 488 GT3 di AF Corse iniziando un lungo sodalizio con Louis Machiels che lo porterà a diventare campione nella Sprint Cup nel 2020.